# История Винницы
Город Винница имеет древнюю историю.

## Название

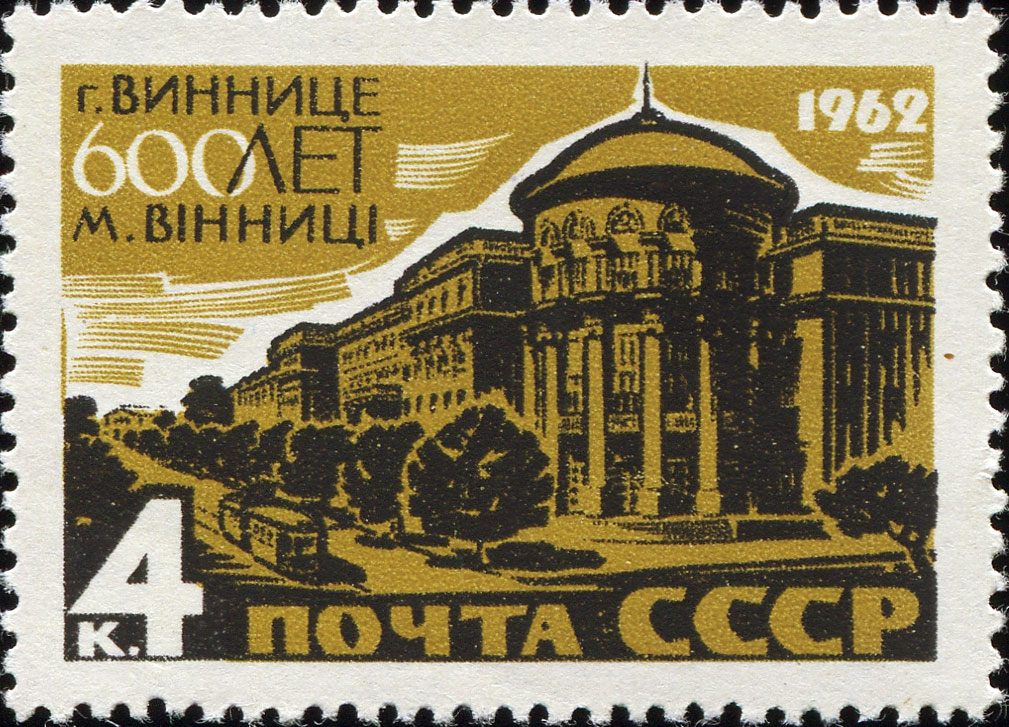
Почтовая марка СССР, 1962 год. 600 лет Виннице.

Название города произошло от старославянского слова «вѣно» — дар. Существуют ещё несколько версий, объясняющих название города: «винница» — винокурня, где варились пива винные и Винничка — речка. Заселены эти земли были ещё в давние времена. На территории города обнаружены поселения скифских и древнерусских времён.

## История до основания
К позднему палеолиту на территории города относятся стоянка на улице Вишнёвый спуск в Сабарове (25 тыс. л. н.) и эпиграветтская стоянка в Пятничанском лесу, выявленная ниже культурного слоя белогрудовской культуры эпохи бронзы.
В IX веке здесь селились племена уличей и тиверцев, которые входили в состав Киевской Руси. Со временем этот край отошёл к Галицко-Волынского княжеству. Больше ста лет здесь господствовала Золотая орда.

## Первый замок
После победы в 1362 армии литовского князя Ольгерда над армией татар, Подолье попало под власть литовского княжества. Племянники князя Ольгерда Фёдор и Константин Корятовичи начали строить на этих землях города-крепости. Об этом впервые упоминается в документах 1362 года.
Достоверно известно, что Витовт за заслуги подарил Винницу князю Дмитрию Корибуту, после смерти которого Винницей владел сын последнего Федор Подольский.
Кориатовичи построили на берегу Буга в части города, называемой «Старая Винница», замок (на горе выше Николаевской церкви). Городище этого замка существовало до конца XIX века и около 1890 года было разрушено каменоломнями (под замком в лёсе найден был скелет (субдолихоцефала), два каменных полированных топорика и каменный молот).

## Первое летописное упоминание
Если не считать перечисление в летописном «Списке русских городов дальних и ближних» (конец XIV века), где город встречается под именем «Вѣничя», первое документальное известие о Виннице относится к 1396 году, когда Владислав Ягайло, передавая западное Подолье Спытку из Мельштына, выделил Винницу и оставил её в своём ведении; с этого года Винницей владел Великий князь Витовт.
В княжение Витовта в 1431 году замок был сожжён татарами.

## Восстановление замка
После смерти Витовта винницкий староста князь Федько Несвицкий в 1434 году признал власть короля Владислава II.
Замок располагался на высокой горе, урочище «Замковая гора». Ныне это место не сохранилось, так как большая часть возвышенности разобрана каменоломнями. Замок представлял в плане прямоугольник размером примерно пятьдесят на семьдесят метров. Стены, сложенные городнями из сосновых и дубовых рубленых брусьев в клеть, имели высоту около шести метров каждая. С внутренней стороны стена представляла плетёнку наподобие тына — из лозы с глиняной обмазкой. Поверх шестиметровой глухой стены устраивался крытый рубленый парапет—бланкованье, или обланки, — в котором оставляли отверстия для стрельбы — подсябитья (под ся бить) — из гаковниц или ружей. Со стороны двора вдоль стен тянулись сараи — кладовые; крыши их служили помостом, где складывались разные припасы для обороны — колодки, камни и т. п. При осадах все эти предметы летели на головы врагов, а в час затишья собиралось и снова складывалось на помост. Здесь же стояли деревянные корыта с водой на случай пожара. По углам и над воротами высились рубленые башни — вежи с выходом на бланкованье. В башнях были установлены пушки. Проезд воротной башни закрывал подъёмный мост — узвод. В центре двора стояла церковь Покрова, рядом располагались служебные и хозяйственные постройки. Тут же располагался колодец и тайный ход к реке. Днём по бланкованьям ходили сторожа, ночью — кликуны. И только временами замок охраняла специальная военная стража — гарнизон драбов.
Согласно записям ревизии 1471 года, в замке была только одна пушка и 2 пищали; в городе отмечено 15 корчем, плативших старосте по 15 грошей.

## Под управлением князя Острожского
В начале XVI века Великий князь Литовский Александр Ягеллон передал Винницкое староство в управление князю Константину Ивановичу Острожскому. В 1516 году по просьбе Константина Острожского староство было передано его племяннику князю Роману Андреевичу Сангушко. После гибели Сангушко в битве с татарами, староство возвратилось во владение князя Константина Острожского и опять, по его просьбе, было передано в 1522 году его сыну, князю Илье Константиновичу Острожскому.

## Магдебургское право
В 1530 году королевские комиссары определили границы Винницкого староства; город уже пользовался магдебургским правом, вероятно, пожалованным ему Великим князем Александром; в документе упомянут Винницкий войт — Яцко Попенко; (грамоты сгорели при пожаре в замке в 1580 году, были восстановлены в 1640 году).
В 1541 году в окрестностях Винницы барский староста Бернард Претвич разгромил татар, опустошавших села и освободил взятых ими пленников. В этом же году жители Винницы восстали против своего старосты, князя Семена Пронского, и осаждали его в замке.
В 1546 году королевский секретарь Лев Потеевич Тышкович провёл в Виннице ревизию замка, города и староства. Он описал состояние замка как крайне неудовлетворительное; замок был построен из плохого дерева уже изгнившего, очень тесен, в замке была лишь одна годная пушка и 26 гаковниц. Боевые припасов было крайне мало; в замке было 30 городень мещанских и земянских и 3 башни. От починки укреплений уклонялись, как мещане и земяне, так и староста, князь Федор Сангушко, под предлогом отсутствия средств и рабочих рук. Стражников для замка староста также не нанимал, не делали этого и мещане; в городе было 283 двора боярских и мещанских. К староству прилегали 4 господарских села и 18 боярских. Всего в старостве было 1113 дворов.

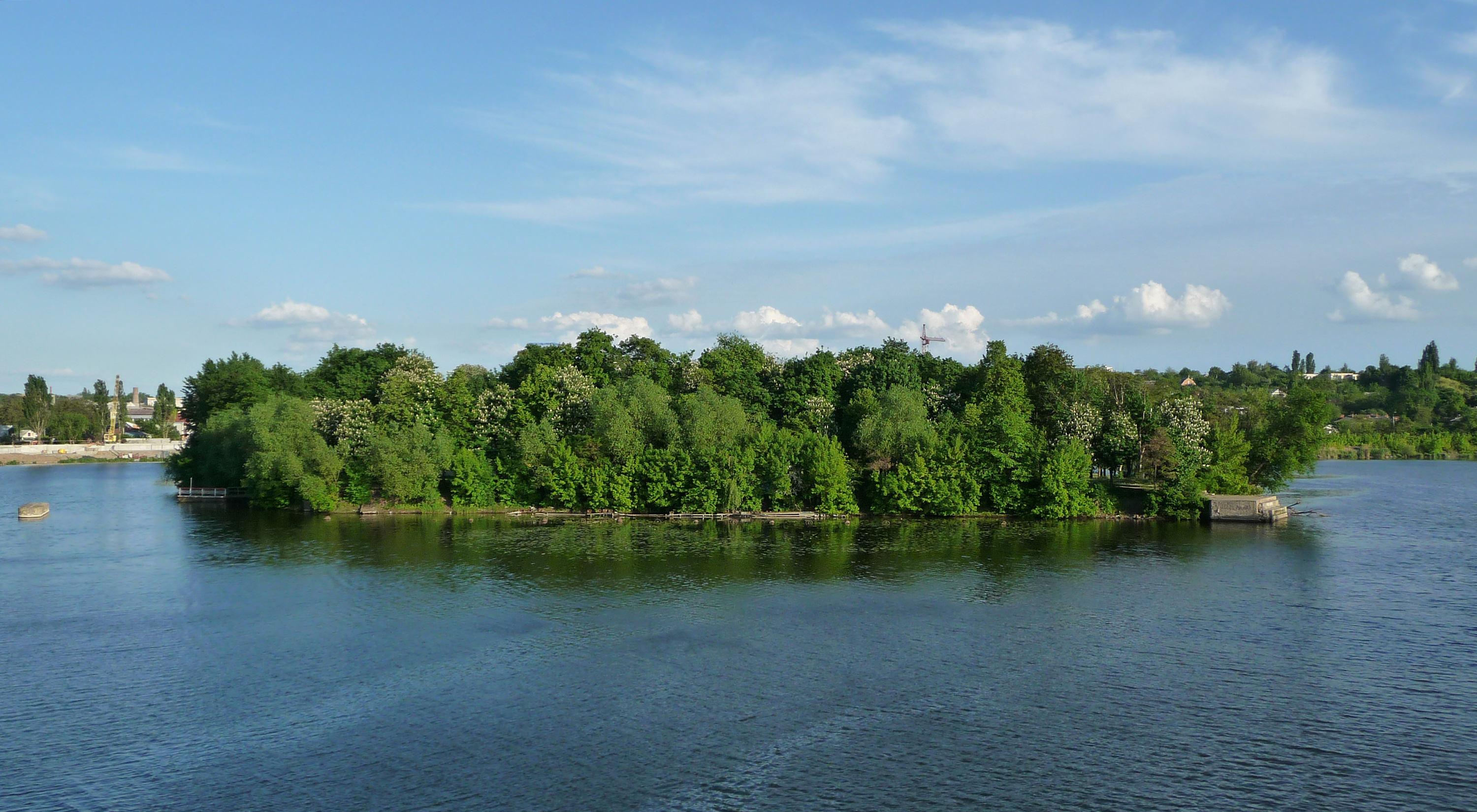
Остров Кемпа.

В 1558 году возвели новый замок на более неприступных земляных валах островка Кемпа, лежащего против правобережного холма, огибаемого Бугом. Был тот замок тоже деревянный, и в 1580 году его сожгли татары. В огне погибли все жалованные городу грамоты, а с ними и без того куцые права мещан. Старостинские обирательства не имели границ, и возмущение жителей часто приводило к восстаниям, например в 1541 и в 1560 годах, когда городская беднота выбрала своего войта Яцка Палагненко, казнённого потом карателями. Жизнь закрепощаемого крестьянства становилась все тяжелее. К тому же приходилось непрестанно отражать грабительские нападения ордынцев, повторявшиеся почти ежегодно. Дозорные на степных курганах тревожно всматривались в даль: днём столбы пыли, а ночью зарево оповещало о приближении врага, который шёл по водоразделу Южного Буга и Днестра — так называемым Кучманским шляхом. О размерах бедствий можно судить по 1575 году, когда на Подолье, Волыни и в Галиции было взято в плен 55340 человек, угнано 150 тысяч лошадей, 500 тысяч голов крупного рогатого скота, 200 тысяч овец. И так продолжалось вплоть до конца XVIII века. Строительство почти заглохло, потому что пришельцы из-за Дикого поля все сметали на своём пути.
В 1569 году город вошёл в состав Польши, с 1598 года — центр Брацлавского воеводства.

## Муры

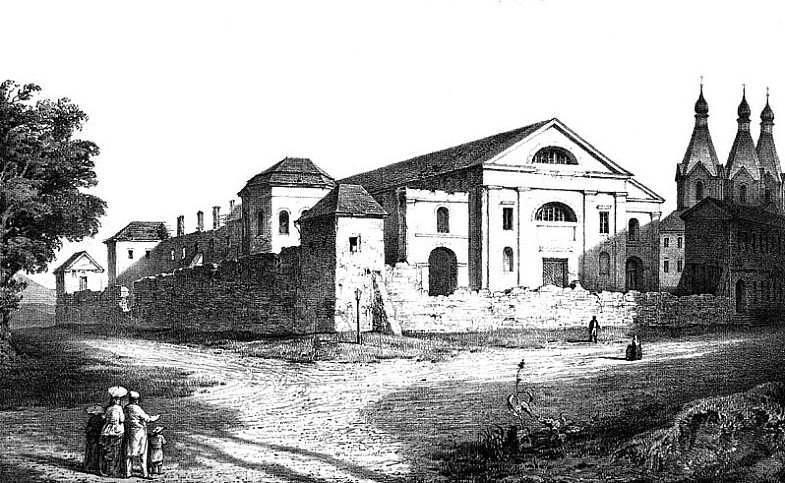
Муры и иезуитский костёл. Рисунок середины XIX века. Неизвестный автор.

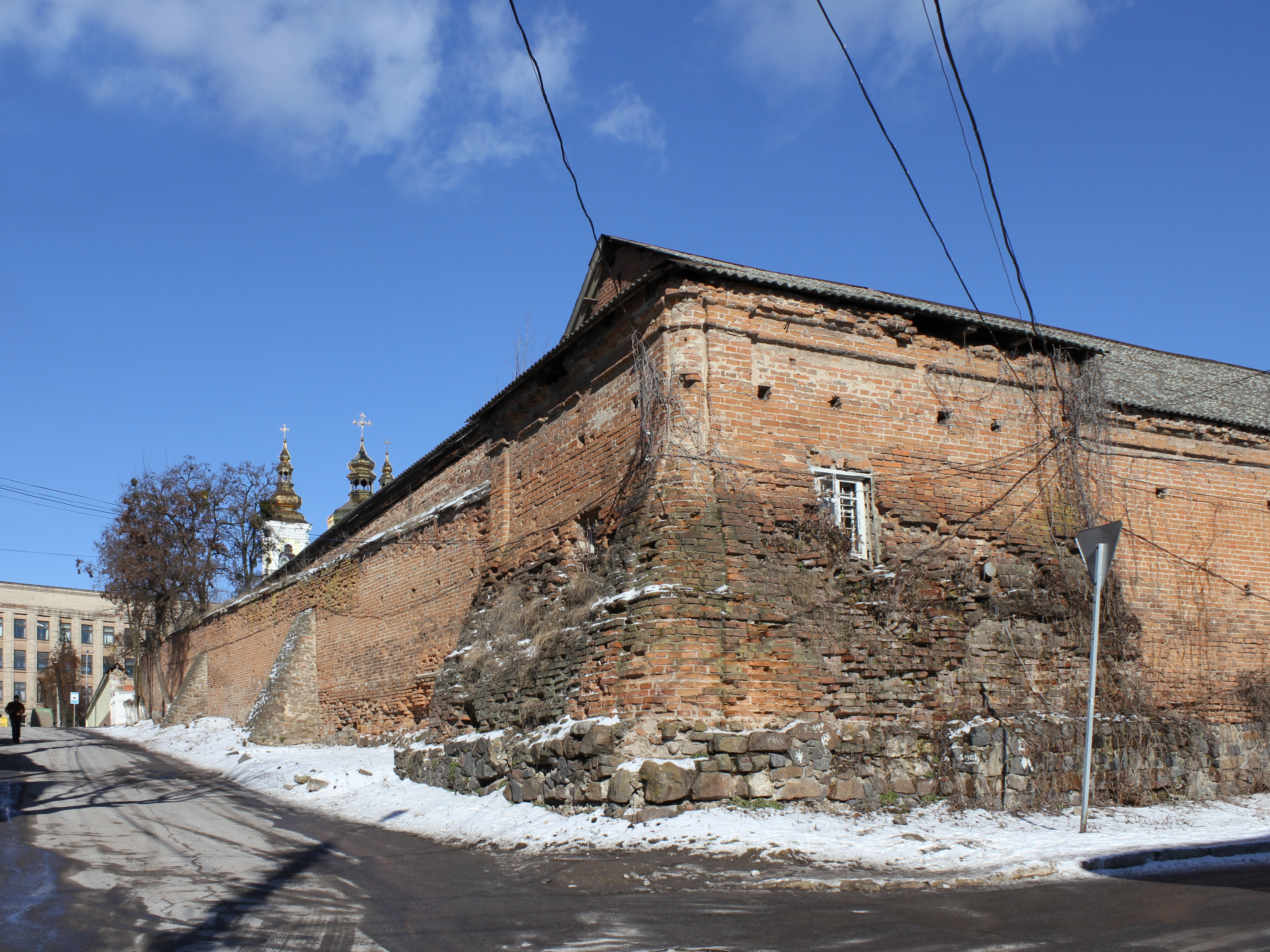
Муры, сохранившаяся часть крепости

В начале XVII века были построены сооружения фортификационного и храмового комплекса Муры. В 1612 году в городе воцарились иезуиты, основали здесь свою резиденцию, открыли школу. В противовес иезуитам в 1616 году на правом берегу реки возник Преображенский православный монастырь. В 1632 году пришли доминиканцы и основали свою школу.
В 1635 году Михаилом Крапивницким был основан второй православный Благовещенский женский монастырь.
В 1646 году вследствие жалобы земян на старосту, король приказал старосте содержать по найму стражу в замке, не мешать земянам содержать на свой счёт полевую стражу и не отнимать у них лошадей во время военного похода. В 1646 году в Виннице находилась королевская комиссия, которая производила разграничение земель Польши и Литвы. Комиссия вызвала в Винницу подольских панов, требуя, чтобы они указали границы своих имений от Брацлавщины, но они не явились и ничего не ответили на запрос комиссаров. В 1662 году Сигизмунд Август приказал старосте, чтобы он не назначал городского войта и не требовал от мещан участия в крепостных работах и сопровождения его во время охоты, однако возложил на мещан обязанность нести службу в замке в тревожное время. Затем постановлением 1668 года он освободил жителей Винницы от уплаты торговых пошлин на пространстве всего Великого Княжества Литовского.

## Хмельниччина
Винница часто упоминается в событиях национально-освободительной войны 1648—1654 гг.
В 1648 году Винница была взята одним из отрядов Кривошапки и Ганжи[прояснить].
7 июля 1648 года казаки под начальством полковника Остапа (по другим сведениям, во главе с полковником Максимом Кривоносом) взяли приступом Винницу и перебили дворян, евреев и иезуитов. По условиям Зборовского перемирия 1649 года Винница была причислена к Украине, пограничная черта которой была проведена к западу от Винницы и Брацлава; Винница вошла в состав Кальницкого казачьего полка в качестве сотенного города. Сотником был Ярема Урумович.
При разделении в 1650 году Украины на Казацкие полки, Винница входила в состав Кальницкого полка, а в 1651 году была сделана полковым городом (см. Винницкий полк).

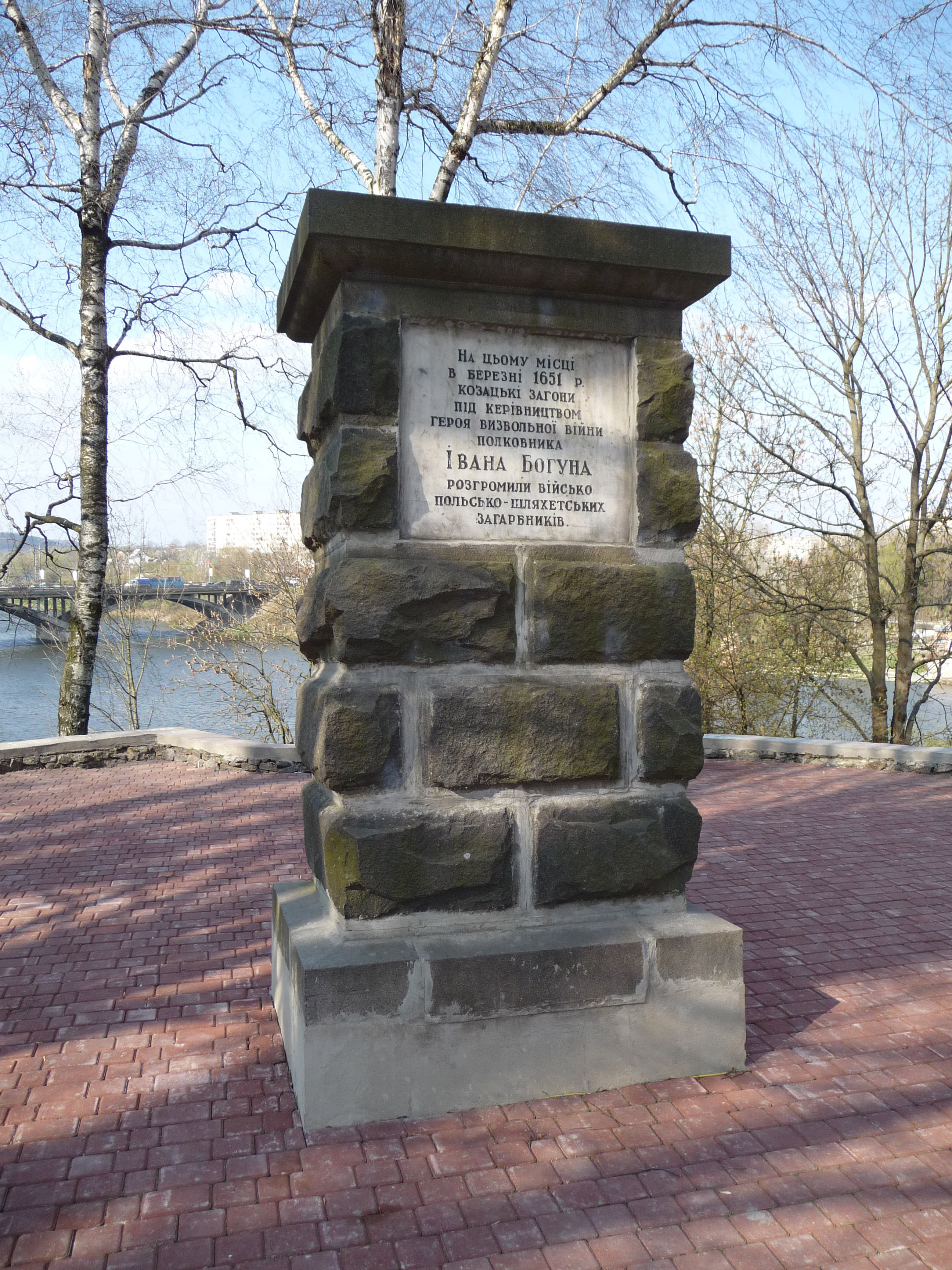
Место битвы при Виннице в марте 1651 года.

В начале 1651 года поляки нарушили перемирие и вторглись в Подолье. Кальницкий козацкий полковник Иван Богун с 3-тысячным гарнизоном исправил укрепления города и замка и окружил новыми фортификациями близлежащий монастырь. 11 марта 1651 года передовой польский отряд под начальством брацлавского воеводы Лянцкоронского подошёл к Виннице. Намереваясь внезапным ударом захватить город, поляки построились полумесяцем и начали уже окружать вышедший навстречу небольшой отряд. Но тут богунцы ринулись на левое крыло противника, смяли и опрокинули крылатых гусар и, прорвав их строй, устремились к реке, увлекая за собой превратившийся в длинную колонну «полумесяц». Притворившись бегущими в панике к спасительным стенам Воскресенского монастыря, казаки заманили увлечённых погоней гусар на лёд Буга, где заранее были подготовлены присыпанные соломой и снегом проруби. Подо льдом погибли две хоругви польских гусар.
На следующий день к городу подошли основные силы поляков под командованием польного гетмана коронного Мартина Калиновского. Отряд насчитывал более 20 тысяч. Казаки, в виду своей малочисленности, сожгли город и затворились в Вознесенском монастыре; здесь Богун отсиживался в течение одиннадцати дней, отражая приступы, делая вылазки и затягивая время переговорами. Оборона Винницы длилась с 11 по 20 марта 1651 года. Узнав об осаде Винницы, Хмельницкий послал на подмогу Уманский полк Йосипа Глуха и Полтавский полк Мартына Пушкаря. Противник поспешил отойти, но был настигнут погоней в Якушинецком лесу под Винницей и уничтожен. Остатки войска, объятые паникою, бежали в беспорядке в Бар, бросив весь обоз в добычу казакам.
В 1652 году, после битвы под Батогом, Хмельницкий стоял лагерем у Винницы, поджидая вестей от сына Тимофея из Молдавии.
В 1652 году Винницу занял Тимофей Хмельницкий. Через два года Винница была взята поляками, которые владели ей до 1674 года.

## Полковой город
Ревизия 1662 года нашла винницкий замок уже в лучшем состоянии: были пристроены две новые башни и мост через ров; в замке находились: три пушки, 20 гаковниц и 39 аркебуз; замку принадлежали 2 мельницы. В городе было 406 дворов. В 1664 году Винница была назначена полковым городом вместо Кальника [Акты Ю. и 3. Р. т. X, 302].
По Андрусовскому перемирию 1667 года Винница, как и вся территория Правобережной Украины, осталась под властью польской короны. Однако ослабленная Польша не смогла противостоять Турции, и по Бучачскому миру 1672 года отдала туркам значительную часть Подольского, Брацлавского и Киевского воеводств. В 1686 году Польша вернула себе эти земли.

## Колиивщина
Всё XVIII столетие Правобережную Украину потрясают казацко-крестьянские восстания.
После королевскаго универсала о роспуске казачества началось народное восстание, во время которого Винница была опустошена и разорена гайдамаками. В то время замки были совершенно разрушены и от них остались одни следы.
В 1702—1704 годах повстанцы под началом фастовского полковника Семёна Палия полностью очистили от шляхты Подолье и Брацлавщину. Широко известна крестьянская война 1768 года — Колиивщина.
В 1734 году в Винницу ворвался отряд запорожских казаков под руководством Грывы и ограбил иезуитскую коллегию. По этому поводу сеймик воеводства Брацлавского, состоявшийся в 1736 году, избрал судий для определения приговоров над лицами, причастными к набегу. Сеймик хлопотал об освобождении Винницы от податей, вследствие её разорения и просил русского генерала Вейсбаха оставить в Виннице русский гарнизон для охранения безопасности городского суда и его архива.
В 1760 году отряд гайдамаков ворвался в замок, и уничтожил часть архива и перебил ночевавших в замке купцов. Вследствие этого сеймик Брацлавского воеводства в том же году постановил вооружить на земский счёт милицию для защиты от гайдамаков и, расположив её у города, поручил старосте исправить городские укрепления. Однако милиционеры, вместо защиты стали утеснять жителей; они заводили ссоры и драки, наконец напали на городской архив, вырубили в нём двери, избили и арестовали канцеляристов и сам архив привели в беспорядок, вследствие чего в 1762 году милиция была упразднена.
По словам инвентаря 1764 года в городе было 309 дворов, в том числе 66 принадлежали разным монастырям. В 1768 году Винницу занимали донские казаки, действовавшие против конфедератов; они ограбили в католических монастырях имущество, сданное туда на хранение частными лицами, вследствие чего отряд польского войска заставил их удалиться из города. Дворяне и монахи бежали из города из-за крестьянского восстания, после же его усмирения, региментарь Браницкий отправил в Винницу 300 пленников для совершения над ними казни.

## Чума
В 1770—1771 годах в Виннице свирепствовала чума, истребившая 1330 жителей. Чума была занесена в город винницким знахарем Заикой, ездившим в Браилов лечить чумных больных. Первыми стали вымирать в Браилове целые еврейские семьи, так как они жили в тесных и грязных помещениях. Люди в панике стали приглашать к себе различный знахарей. Прибывший из Винницы знахарь Заика, приказал выдать ему белого коня и двенадцать молодых парней. С их помощью он выкопал одного умершего от чумы и привязав тело к хвосту лошади стал возить его по всему городу. Болезнь тут же распространилась по всему городу. Знахарь тут же уехал обратно в Винницу, при этом прихватив с собой много вещей и одежды из Браилова, которые оставил себе и раздал многим родственникам и соседям. Чума мгновенно появилась и в Виннице.
По словам инвентаря 1775 года в городе и его предместиях находилось 486 дворов; староста Иосиф Чосновский нестерпимо угнетал жителей и, несмотря на заступничество короля, продолжал притеснять их до своей смерти. В 1789 году, когда староство было передано племяннику короля князю Станиславу Понятовскому, по словам люстрации, произведённой в этом году, город был в крайнем упадке. Староста упразднил магдебургское право и цехи, непомерными поборами разорил жителей и многих разогнал; в городе оставался лишь 361 двор. Замок находился на новом месте, на низменном острове Кемпа. В 1791 году в Виннице на основании королевской привилегии открыл первуго аптеку Самуил-Готлиб Гурш.

## В Российской империи
После второго раздела Польши (1793 год) Подолье и Брацлавщина отошли к России и образовали Подольскую губернию. В западную часть губернии вошло Подольское воеводство, в восточную — Брацлавское. Винница стала губернским городом, но позже переведена в штат уездного города (административным центром губернии стал Каменец-Подольский). В 1798 году в городе внедрено «Городовое положение».
В 1793 году генерал-лейтенант Гудович созвал в Винницу дворян Брацлавского воеводства и в церкви капуцинского монастыря, прочитав акт о присоединении воеводства к России, привёл дворян к присяге на верность русскому правительству.
В 1796 году Винница была назначена уездным городом и с тех пор начала расти. Рассматривался даже проект разделить Подольскую губернию на две части, и одну из них назвать Винницкой губернией.

## Перепись 1860 года
В 1860 году в Виннице проживало 10 тыс. жителей, имелось 5 школ, больница, театр, 190 магазинов. Важным стимулом развития Винницы стало строительство в 1870 году вблизи города железной дороги Киев-Балта-Одесса, благодаря которой значительно улучшилось сообщение с Киевом, Одессой, Москвой, Петербургом. За последние 40 лет XIX века Винница выросла в три с половиной раза, а по товарообороту вышла на первое место в Подольской губернии.

Население города (1878 г.) было 23 591 чел. обоего пола; православных 32,0 %, евреев 58,5 %, католиков 9,5 %. Мещан было 78,1 %, военного сословия 12,3 %. Православных церквей 5, костел 1 (римско-католический капуцинский), синагог и других еврейских молитвенных домов 13. Заводов и фабрично-промышленных заведений 16 (2 пивоваренных, 2 мыловаренных, 1 свечносальный, 1 дрожжевой, 1 табачная фабрика, 5 кирпично-черепичных, 1 медночугунолитейный, 2 типографии и 1 фотография). Общая сумма производства фабрик и заводов в 1887 г. была 84 790 р. Ярмарок бывает в году 9. По оборотам они незначительны. В городе находится реальное училище, недавно переведенное из Могилева-Подольского, 1 двухклассное еврейское училище и несколько начальных школ. 3 больницы, из них одна для евреев. Доходы в 1887 году = 54 942, а расходы = 38 004 р. Город расходовал 10 083 р. на городское самоуправление, на благоустройство 4 429 р., на народное образование 1 300 р., на благотворительность 901 р., на медицинскую часть 1 066 р. У города к 1 янв. 1888 г. было капитала 18 329 руб.; земли 2 939 дес., в том числе пахотной — 2 250 дес. При г. Виннице существуют 6 каменоломен, в которых в 1886 г. добыто 1 010 куб. саж. гранита, с 1888 и 1889 гг. — от 470—500 ежегодно.— ЭСБЭ

## Строительный и промышленный бум
В 1871 году была построена железнодорожная линия Киев — Одесса, которая проходила через Винницу. Это способствовало дальнейшему бурному развитию города.
В Виннице находилась окружная лечебница для душевнобольных, которая обслуживала весь Юго-Западный край. Был открыт Окружной суд. Город очень быстро рос в культурном отношении.
Был построен один из лучших в Российской империи театр, телефонная сеть и электрическое освещение, в городе было много культурно-просветительских учреждений, а по мягкости климата Винницу причиляли к курортам 2-го разряда.
В торгово-промышленном отношении город занимал первое место среди городов Подольской губернии. В 1897 году в Виннице проживало 30 563 человек, в том числе 11 456 евреев, 10 862 украинцев, 5 206 русских, 2 173 поляков.

## XX век

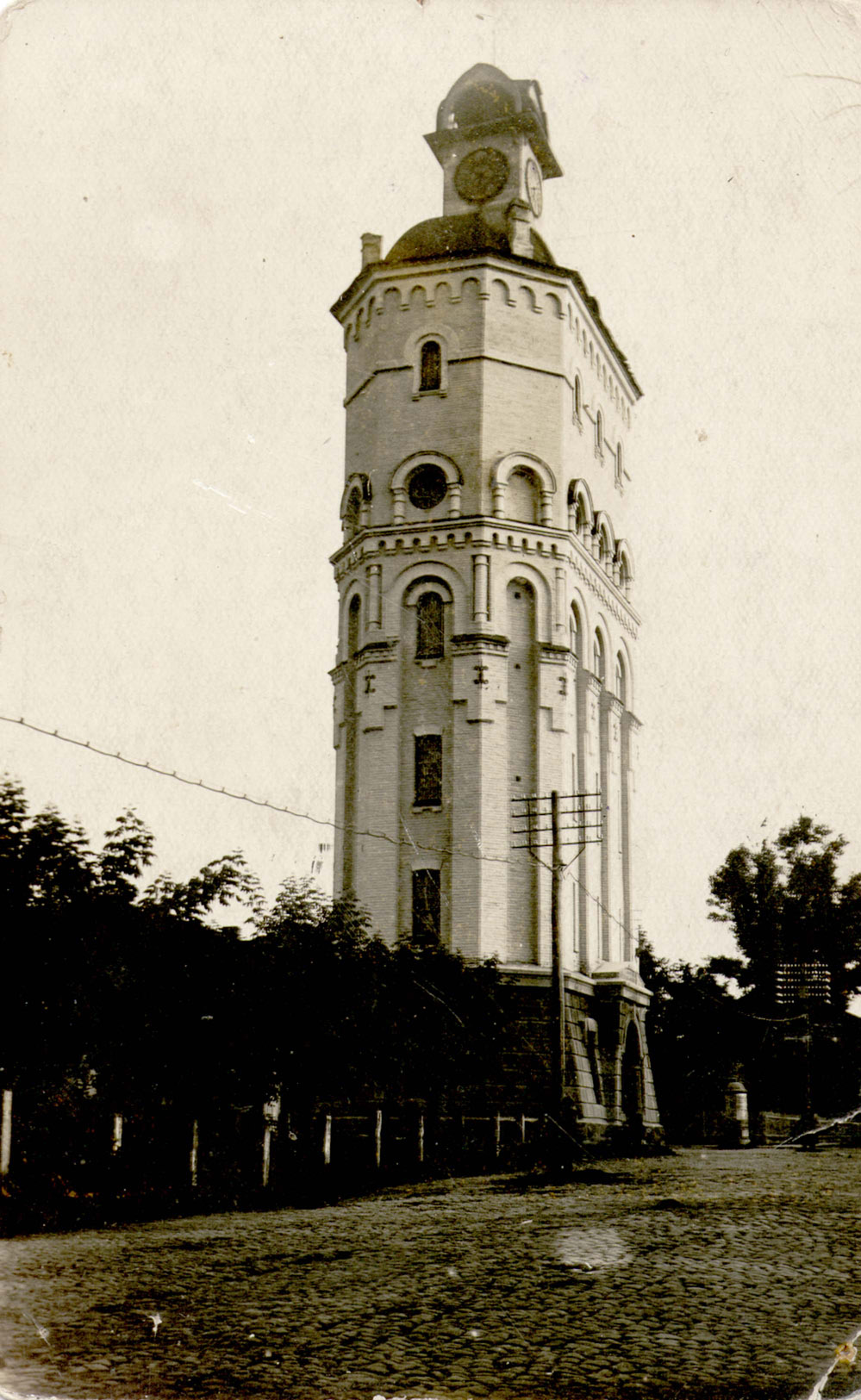
Водонапорная башня и каланча. Фотография начала XX века.

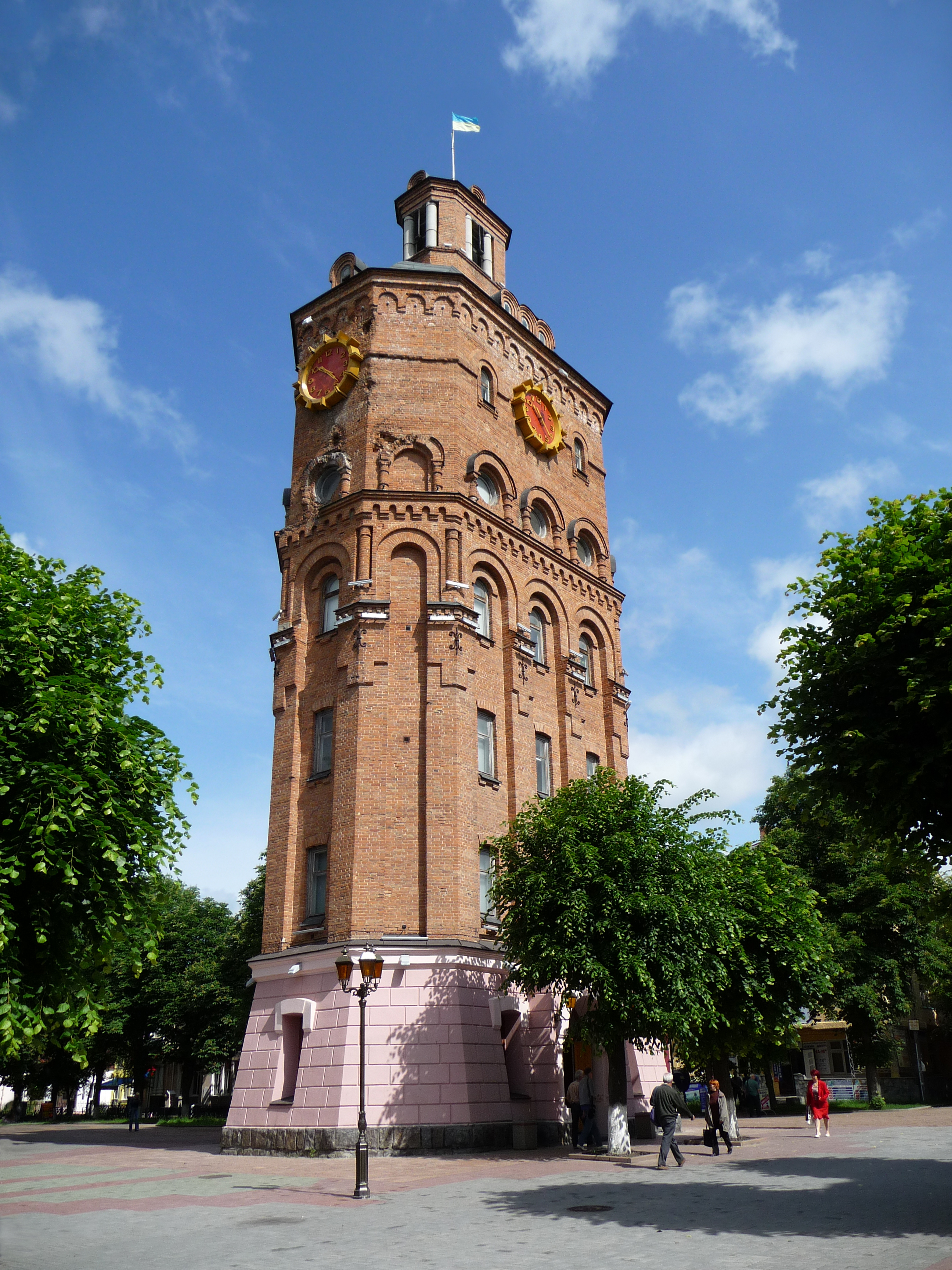
Парк Козицкого, ныне музей военной славы.

С 1914 года Винница — административный центр Подольской губернии.

### Революция и Гражданская война
28 октября 1917 года в Виннице произошло вооружённое восстание под руководством подпоручика Зубрилина и Евгении Бош, участники которого попытались передать власть революционному комитету рабочих и солдатских депутатов, однако верные Временному правительству войска во главе с В. А. Костицыным относительно легко подавили его. В ночь с 1 на 2 ноября при активном участии Бош во 2-м гвардейском корпусе был образован Военно-революционный комитет, направивший части корпуса в соседние города. 2 ноября Советская власть была установлена в Жмеринке, 4 ноября — в Виннице. В декабре 1917 г. в Виннице утвердилась власть Центральной рады. В дальнейшем в ходе Гражданской войны власть в городе неоднократно переходила из рук в руки. В городе некоторое время работало правительство Украинской Народной Республики. Весной 1918 года Винница занята немецкими войсками. Советская власть была восстановлена в июне 1920 года.
В 1923 году Винница стала центром округа, а с 1932 года является административным центром Винницкой области.

### Великая Отечественная война
После начала Великой Отечественной войны тысячи винничан ушли на фронт. Для борьбы с вражескими диверсантами и охраны промышленных объектов был создан истребительный батальон. Тысячи жителей города сооружали укрепления и несли службу в отрядах противовоздушной обороны. 19 июля 1941 года немецко-фашистские войска с боем заняли Винницу. В годы оккупации в городе действовали антифашистские подпольные группы, деятельность которых направлял подпольный центр, которым руководил И. В. Бевз. В окрестностях города действовало несколько партизанских соединений и отдельных отрядов. Деятельность подпольщиков и партизан была осложнена тем, что оккупантами в городе был установлен особый режим в связи с размещением под Винницей ставки Гитлера «Вервольф».
Именно здесь была подписана знаменитая директива № 45 — о взятии Черноморского побережья Кавказа, Сталинграда и последующего наступления на Баку.
На памятнике погибшим строителям ставки, установленном возле шоссе Винница — Житомир, значится 14 тысяч погибших.
Место для ставки было выбрано самим фюрером. Бетонные глыбы раскиданы на большой поляне посреди леса — это все, что осталось от подземной крепости. Раньше же здесь было все, что требовалось для полного комфорта Гитлера и его окружения: две радиотелеграфные станции, электроподстанция, кинозал, казино, водокачка, бассейн, ангары для самолётов, многочисленные подсобные помещения, быстрые подземные лифты. Из дома фюрера вёл ход в специальный железобетонный бункер, потолки которого в толщину доходили до 3 метров. Этот бункер имел даже имя — «Вольфшанц».
Немецко-фашистские оккупанты создали в городе два лагеря для военнопленных, в которых погибло свыше 12 тысяч человек, при проведении массовых облав захватчики расстреляли около 25 тысяч горожан, большинство из которых-евреи, а 13400 молодых ребят и девушек отправили на каторжные работы в Германию. Фашистами уничтожено свыше 700 больных Винницкой психоневрологической больницы, а помещение лечебницы было превращено в офицерский клуб. В общей сложности за годы оккупации города гитлеровцы уничтожили более 42 тысяч человек мирного населения. Несмотря ни на что, винницкое подполье работало вплоть до последних дней оккупации: уничтожались гитлеровцы и предатели, устраивались диверсии на предприятиях города, взрывались поезда, выводились из строя линии связи, распространялись листовки.
Весной 1942 года немцы обнаружили в городском парке следы массового захоронения жертв сталинских репрессий в Виннице (в общей сложности 9 439 тел), однако первоначально не придали этому значения.
Однако в мае 1943 года., когда советские войска уже приближались к Виннице, немцы произвели публичное вскрытие захоронения и использовали его в своей пропаганде. К месту захоронения были приглашены родственники жертв для опознания.
20 марта 1944 года войсками 1-го Украинского фронта Винница была освобождена. Сотни подпольщиков были награждены государственными наградами. Руководителю подполья И. В. Бевзу и Л. С. Ратушной посмертно присвоено звание Героев Советского Союза. Всего же за годы войны звания Героя Советского Союза были удостоены 118 уроженцев Винницкой области.

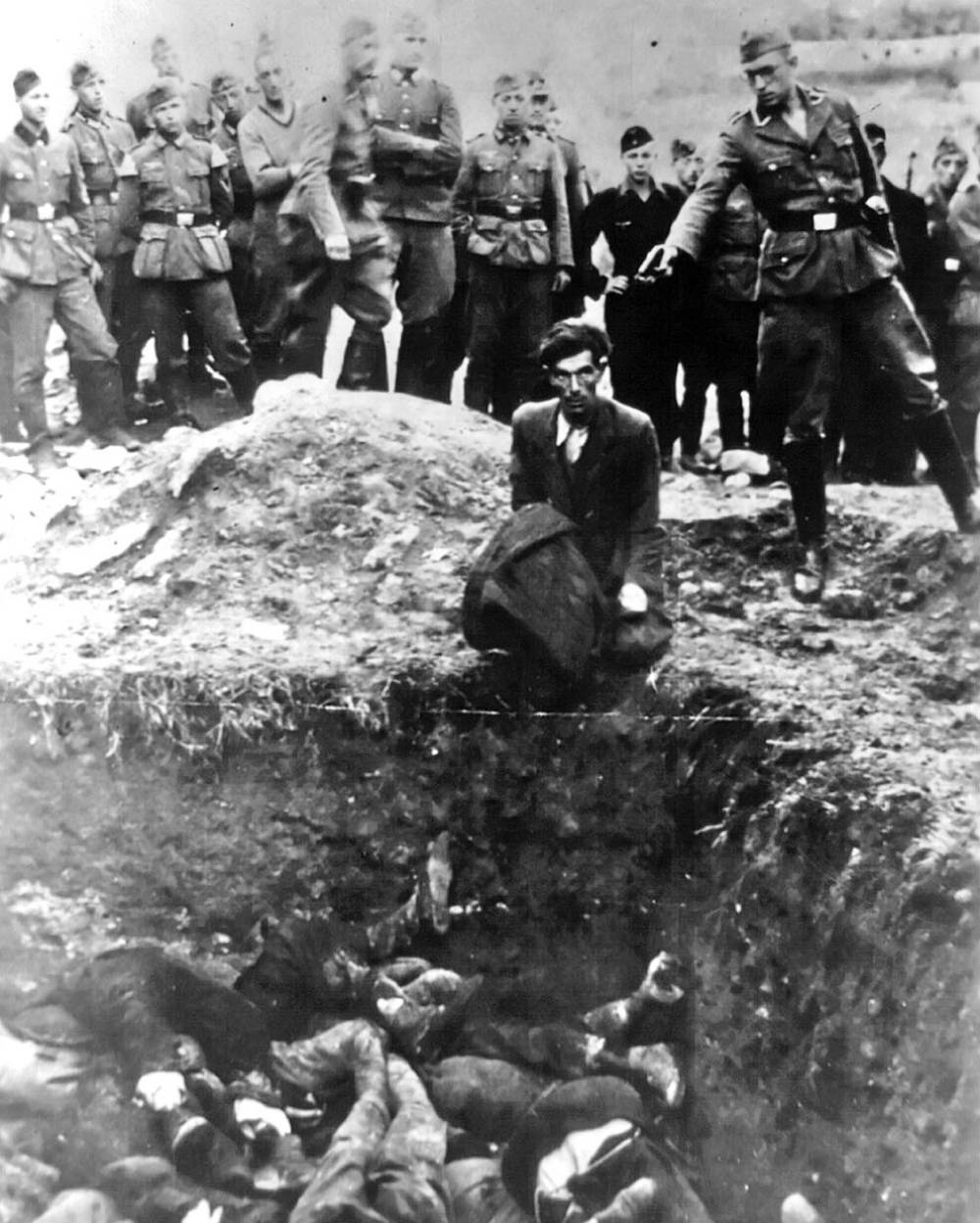
«Последний еврей Винницы»

За время войны количество жителей Винницы со 100 тысяч сократилось до 27 тысяч человек, из 50 промышленных предприятий уцелело лишь 10, было полностью разрушено 1880 жилых домов.

### Послевоенные годы
Усилиями винничан и посланцев других регионов страны к концу 1948 года почти полностью была восстановлена промышленность города, а в последующие годы в Виннице развивалась пищевая (масложировая, плодоконсервная и мясная), лёгкая (обувная, швейная, трикотажная, галантерейная и др. фабрики), химическая (химический комбинат), машиностроительная, металлообрабатывающая промышленность. Были построены крупные заводы: электротехнический, шарикоподшипников, тракторных агрегатов, инструментальный и другие.